# Sandholmen (Fedje)
Ne doit pas être confondu avec Sandholmen ou Sandholmen (Sveio).
Sandholmen, est une île norvégienne du comté de Vestland appartenant administrativement à Fedje.

## Description
Rocheuse et désertique, à fleur d'eau, elle s'étend sur environ 445 m de longueur pour une largeur approximative de 202 m.